# Kísértet

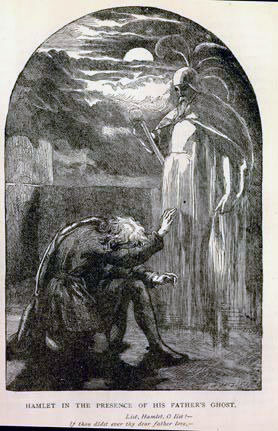
Hamlet találkozik halott édesapja kísértetével

Egy kísértet egy halott személy (ritkábban állat) állítólagos megnyilvánulása. Az általános elképzelés szerint a kísértet az elhunyt személy testetlen szelleme vagy lelke, ami a Földön marad a halál után. Némely hagyomány szerint a kísértet csak az illető személyiségének maradványa, és nincs közvetlen kapcsolatban szellemmel vagy lélekkel. A világ valamennyi kultúrája hordoz kísértetekről szóló történeteket, de különböznek az elképzeléseik arról, hogy pontosan mik is ők és hogy mennyiben valóságosak vagy csak a képzelet szülöttei. Olyan lények, melyek normális emberként élve élősködnek a még nem elhunyt emberek között. Állítólag át tudnak formálódni emberi szemnek láthatatlanná, de a gépeket (például fényképezőgép, kamera) nem tudják becsapni. 

## Kísértetekkel kapcsolatos hiedelmek
A kísértetek mérete és alakja megegyezik az élőlényekével, de "ezüstös", "homályos", "félig átlátszó" vagy "füstszerű". A parapszichológia az "anyagot", amiből a kísértetek vannak, "ektoplazmának" hívja. A kísérteteknek nincsen anyagi testük, mint az eleven embereknek, ehelyett asztráltestük van. Gyakran nem teszik magukat láthatóvá, hanem más módon érzékeltetik a jelenlétüket, mint például tárgyak mozgatása, hangok kiadása stb., amelyekre állítólag nincsen természetes magyarázat.
A nyugati világban gyakran tartják a szellemeket olyan lelkeknek, amelyek képtelenek haláluk után nyugtot lelni, és ezért vándorolnak a Földön. A megnyugvásra való képtelenség magyarázata sokszor egy elvégezetlen feladat, például egy áldozat, aki bosszút akar állni a saját haláláért. A bűnösök néha azért maradnak a világban, hogy elkerüljék a büntetést a túlvilágon, mint a Pokol vagy a Purgatórium. Egyes elképzelésekben a kísértetek a Limbo lakói, ami az a hely, ahova a meg nem keresztelt gyermekek kerülnek. Nem árt megjegyezni, hogy a Biblia tanításait követő keresztény egyházak nem hisznek a szellemekben mint visszatérő halottakban, és az ilyen jelenségeket a legjobb esetben is démonoknak tulajdonítják.

## Kritikai analízis
Bár vannak, akik hisznek a szellemekben, a tudományos közösség többsége elutasítja a szellemek létezését. A szkeptikusok a kísértetészleléseket legtöbbször az Occam borotvája jelenséggel magyarázzák, ami kimondja, hogy több lehetséges magyarázattal szembesülve az ember hajlamos az egyszerűbbet választani. Gyakran rámutatnak arra is, hogy a legtöbb észlelés akkor történik, amikor az érzékelési képességeink korlátozottak, és hogy a bizonyítékok nem lehetnek meggyőzőek, mert nem történnek olyankor, amikor képességeink tökéletes birtokában vagyunk.
Gyakran megkérdőjelezik a kísértettörténetek terjesztőinek motivációit is. Sokan terjesztik, hogy kísértetet láttak, csak azért, hogy megrémisszenek másokat vagyhogy személyes hírnévre tegyenek szert. Például a kísértetekről szóló pletykák segítenek távol tartani a gyerekeket azoktól a helyektől, ahol megsérülhetnek (például egy elhagyatott háztól). Egy átokról szóló híresztelés segíthet elriasztani a sírrablókat. Egy "halottlátó" vagy médium ellenben könnyű bevételre tehet szert, ha azt állítja, hogy kapcsolatba lépett a halottakkal.

## Külső hivatkozások
- Szellem.lap.hu – linkgyűjtemény
- Szellemek – szkeptikus lap
- Incertum – a témával foglalkozó oldal